# Syberia (Berg)
Syberia. ist ein 637 m n.p.m. hoher Berg in der Woiwodschaft Schlesien in Polen. Er gehört zu den Schlesischen Beskiden, einem Gebirge in den Äußeren Westkarpaten und liegt westlich vom Dorf Milówka, dem Sitz der gleichnamigen Gemeinde.

## Geschichte
Gegen Ende des Zweiten Weltkriegs wurden von deutschen Truppen in den Jahren 1944 und 1945 Befestigungsanlagen angelegt, von der Reste bis heute erhalten sind.